# Sédoheptulose
Le sédoheptulose est un cétose, l'une des deux grandes familles d'oses. 
C'est un heptose composé de 7 atomes de carbone et dont le groupement cétone est en C2. Tous ces groupements hydroxyles (OH) sont à droite à part sur le C3. 
Un autre heptose est le mannoheptulose (Manno-2-heptulose).
Le sédoheptulose est naturellement présent dans le Sedum spectabile et probablement dans toutes les plantes comme intermédiaire de la photosynthèse (voie des pentoses phosphates, sédoheptulose-7-phosphate). Il est aussi présent dans les tissus de mammifères.
Dans l'eau à 20 °C, la forme tautomère prédominante du sédoheptulose est la forme β-furanose (64 %). Les autres formes sont minoritaires :
- α-pyranose (17 %),
- β-furanose (6 %),
- α-furanose (13 %).